# Donato Sabia
Donato Sabia (Potenza, 11 settembre 1963 – Potenza, 8 aprile 2020) è stato un mezzofondista e velocista italiano, campione europeo indoor degli 800 metri piani a Göteborg 1984.
Due volte finalista negli 800 metri piani ai Giochi olimpici, nella stessa specialità vanta con il tempo di 1'43"88 la terza prestazione italiana di tutti i tempi (dietro il primatista italiano Marcello Fiasconaro e Andrea Longo) e il quarto tempo assoluto (preceduto da una seconda prestazione di Longo), nonché la migliore prestazione italiana under 23.
È l'unico atleta italiano della storia ad aver raggiunto la finale olimpica degli 800 metri piani per due volte consecutive (Los Angeles 1984 e Seul 1988).

## Biografia
È stato primatista mondiale dei 500 metri piani con il tempo di 1'00"08, rimasto imbattuto per quasi 29 anni, stabilito a Busto Arsizio il 26 maggio 1984, quando tolse il record al tedesco Hartmut Weber (1'00"35), conseguito l'8 maggio 1983 a Nußdorf. Resta la migliore prestazione italiana di sempre da 36 anni (2020).
Per battere il primato di Sabia si è dovuto attendere 28 anni e 255 giorni, il 5 febbraio 2013, quando venne migliorato da Orestes Rodríguez a L'Avana (Cuba) con il tempo di 59"32.
Il 13 giugno 1984 Sabia stabilì il proprio primato personale sugli 800 metri con il tempo di 1'43"88 battendo al meeting di Firenze il campione olimpico e primatista mondiale Alberto Juantorena.
Pur essendo prevalentemente un ottocentista, Sabia vanta la 15ª prestazione italiana di sempre sui 400 metri piani, con il tempo di 45"73, e la 10ª a livello indoor, con il tempo di 46"52.
Allenato prima da Carlo Vittori e poi da Sandro Donati, Sabia, definito il «Mennea lucano», ebbe una carriera costellata dagli infortuni. Tormentato da problemi ai tendini, lasciò le gare nel 1992. Nel 1987, dopo la conquista del secondo posto alla Coppa Europa di Praga e l’ennesimo infortunio, rifiutò la proposta di ricorrere al doping e denunciò la Federazione Italiana di Atletica Leggera.
Terminata la carriera di atleta, Sabia iniziò quella di tecnico sportivo: per tre anni fu l'allenatore della Federazione maltese di atletica leggera, che ha accompagnato nel 2000 ai Giochi olimpici di Sydney.
Sabia è morto l'8 aprile 2020, all'età di 56 anni, presso l'Ospedale San Carlo di Potenza, dopo aver contratto il coronavirus SARS-CoV-2. Pochi giorni prima era deceduto suo padre, sempre a causa del coronavirus.

## Progressione

### 400 metri piani
| Stagione | Tempo    | Luogo             | Data       | Rank. Ital. |
| -------- | -------- | ----------------- | ---------- | ----------- |
| 1979     | 50"54    | Bologna           | 01-01-1979 | -           |
| 1980     | 47"36    | Firenze           | 14-06-1980 | -           |
| 1981     | 46"9 (m) | -                 | 01-01-1981 | -           |
| 1982     | 46"82    | Firenze           | 01-01-1982 | -           |
| 1983     | 46"22    | -                 | 00-00-1983 | -           |
| 1984     | 45"73    | Milano            | 03-06-1984 | -           |
| 1985     | 00"00    | -                 | 01-01-1985 | -           |
| 1986     | 47"7 (m) | -                 | 01-01-1986 | -           |
| 1987     | 46"56    | Praga             | 01-01-1987 | 4º          |
| 1988     | 46"79    | Salerno           | 05-10-1988 | 5º          |
| 1989     | 46"52    | Italia (bandiera) | 01-01-1989 | -           |

### 800 metri piani
| Stagione | Tempo      | Luogo     | Data       | Rank. Ital. |
| -------- | ---------- | --------- | ---------- | ----------- |
| 1979     | 1'58"0 (m) | -         | 01-01-1979 | -           |
| 1980     | 1'50"6 (m) | Cassino   | 06-09-1980 | -           |
| 1981     | 1'49"19    | -         | 01-01-1981 | -           |
| 1982     | 1'47"29    | -         | 01-01-1982 | -           |
| 1983     | 1'46"62    | Viareggio | 27-07-1983 | -           |
| 1984     | 1'43"88    | Firenze   | 13-06-1984 | -           |
| 1985     | 1'50"03    | -         | 01-01-1985 | -           |
| 1986     | 0'00"00    | -         | 01-01-1986 | -           |
| 1987     | 1'46"38    | Praga     | 28-06-1987 | 1º          |
| 1988     | 1'44"90    | Seul      | 25-09-1988 | 2º          |
| 1989     | 1'49"05i   | Genova    | 01-02-1989 | -           |

## Palmarès
| Anno | Manifestazione          | Sede        | Evento      | Risultato | Prestazione | Note         |
| ---- | ----------------------- | ----------- | ----------- | --------- | ----------- | ------------ |
| 1982 | Europei                 | Atene       | 800 m piani | Batteria  | 1'50"27     | [ 1 ]        |
| 1983 | Mondiali                | Helsinki    | 800 m piani | Batteria  | 1'47"62     | [ 1 ]        |
| 1983 | Mondiali                | Helsinki    | 4×400 m     | 5º        | 3'05"10     | [ 1 ]        |
| 1983 | Giochi del Mediterraneo | Casablanca  | 4×400 m     | Argento   | 3'04"54     |              |
| 1984 | Europei indoor          | Göteborg    | 800 m piani | Oro       | 1'48"05     |              |
| 1984 | Giochi olimpici         | Los Angeles | 800 m piani | 5º        | 1'44"53     |              |
| 1984 | Giochi olimpici         | Los Angeles | 4×400 m     | 5º        | 3'01"44     | [ 1 ] [ 14 ] |
| 1988 | Giochi olimpici         | Seul        | 800 m piani | 7º        | 1'48"03     | [ 1 ]        |

## Campionati nazionali
- 1 volta campione nazionale assoluto dei 400 m piani (1984)
- 3 volte campione nazionale assoluto degli 800 m piani (1983, 1984, 1988)
- 2 volte campione nazionale assoluto indoor dei 400 m piani (1984, 1989)

1979
- Oro ai Campionati italiani categoria Allievi - m.400[15]
- Oro alle finali nazionali dei Giochi della Gioventù - categoria Allievi - m.300[15]
- Primatista italiano Allievi m.800[15]

1980
- Oro alle finali nazionali dei Giochi della Gioventù (Firenze) - categoria juniores - m.400, 47"36 in data 14-06-1980[15]
- Oro ai Campionati italiani categoria juniores (Roma) - m.400, 48"68 nell'ottobre 1980[15][1]
- Primatista italiano Allievi m.400, (Firenze), 47"36  per il Club Atletica Potenza[15][16]
- Primatista italiano Juniores Staffetta 4×400m, 3'10"30 (Squadra Nazionale: Spagnol, Gemelli, Sabia, Bettinazzi), (Perugia), in data 21-08-1980[17][1]

1981
- Oro ai Campionati italiani categoria juniores (Firenze) - m.400, 48"10 nel giugno 1981[15][1]
- Primatista regionale di società m.400 con 46"9 in Basilicata (realizzato a Formia, il 28-06-1981) per il Club Atletica Potenza[18]
- Primatista regionale di società m.800 con 1'49"19 in Basilicata (realizzato a Milano, l'08-07-1981) per il Club Atletica Potenza[18]

1982
- Oro ai Campionati italiani categoria juniores (Firenze) - m.400, 46"82[15][1]
- Oro ai Campionati italiani assoluti - staffetta 4x400m (Squadra Fiamme Oro: Rizzo, Bettinazzi, Sabia, Malinverni), 3'12"57[15]
- Primatista italiano juniores m.800, 1'47"29[15]

1983
- Oro ai Campionati italiani assoluti - m.800, 1'47"16 per le Fiamme Oro[15][1]

1984
- Oro ai Campionati italiani assoluti indoor - m.400[15]
- Oro ai Campionati italiani assoluti - m.400[15]
- Oro ai Campionati italiani assoluti - m.800, 1'48"19 per l'Athletic Club Bergamo[15][1]
- Primatista mondiale m.600 indoor, (Genova), 1'15"77 in data 04-02-1984 [15][19]
- Primatista mondiale m.500, (Busto Arsizio), 1'00"08 in data 26-05-1984[15][20][21]
- Primatista regionale di società m.800 con 1'43"88 in Veneto (realizzato a Firenze, 13-06-1984) per le Fiamme Oro, con il tempo 1'44"53 in Lombardia (realizzato a Los Angeles, 06-08-1984) per l'Athletic Club Bergamo[18]

1988
- Oro ai Campionati italiani assoluti (Milano) - m.800, 1'51"90 per la Pro Patria Osama Milano[15][1]

1989
- Oro ai Campionati italiani assoluti indoor - m.400, 46"52 per la Pro Patria Milano[15][1]

## Altre competizioni internazionali
1980
- Argento alle Gymnasiadi ( Torino), 400 m piani - 48"38[15][1]

1983
- Bronzo al Golden Gala ( Roma), 400 m piani - 46"74

1987
- Argento nella finale A di Coppa Europa ( Praga), 800 m piani - 1'46"38[15][22]